# Chaqā Gonūzh
Chaqā Gonūzh (persiska: چقا گنوژ, Choqā Konūzh) är en ort i Iran.   Den ligger i provinsen Kermanshah, i den västra delen av landet, 500 km väster om huvudstaden Teheran. Chaqā Gonūzh ligger 1 354 meter över havet och antalet invånare är 207.
Terrängen runt Chaqā Gonūzh är platt åt nordost, men åt sydväst är den kuperad.Runt Chaqā Gonūzh är det ganska tätbefolkat, med 144 invånare per kvadratkilometer. Närmaste större samhälle är Kūzarān-e Sanjābī, 9,9 km norr om Chaqā Gonūzh. Trakten runt Chaqā Gonūzh består till största delen av jordbruksmark.